# Yucca linearifolia
Yucca linearifolia es una especie de planta fanerógama perteneciente a la familia Asparagaceae.

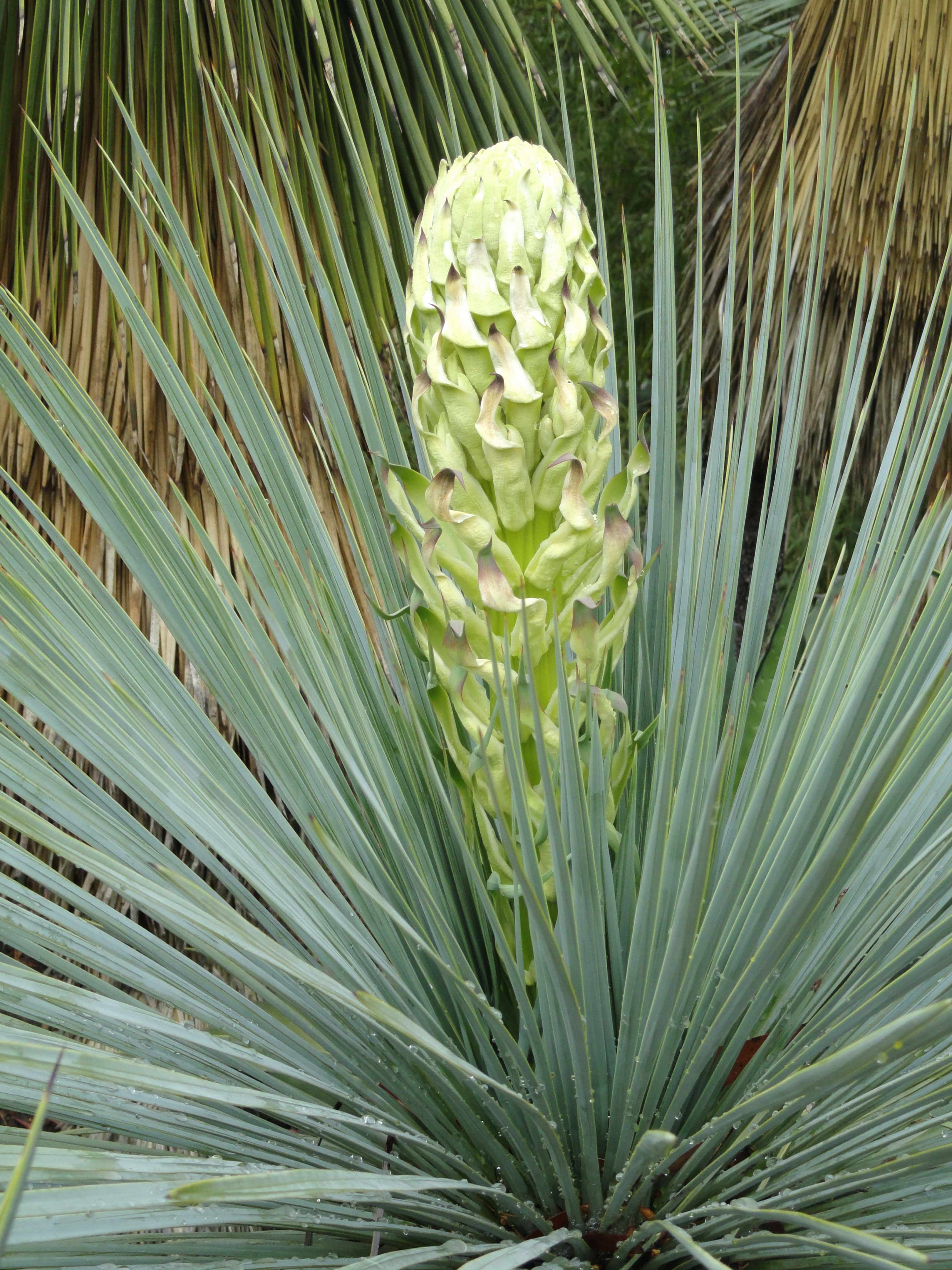
Detalle

## Distribución y hábitat
Es nativa del desierto de Chihuahua en los estados mexicanos de Coahuila Y Nuevo León.

## Descripción
Es una planta perenne en forma de árbol que alcanza un tamaño de hasta 3,5 m de altura, con hojas estrechas y frutos denticulados carnosos.

## Taxonomía
Yucca linearifolia fue descrita por Karen Husum Clary y publicado en Brittonia 47(4): 394, f. 1. 1995.
Etimología
Yucca: nombre genérico que fue nombrado por Carlos Linneo y que deriva por error de la palabra taína: yuca (escrita con una sola "c").
linearifolia: epíteto latíno que significa "con hojas lineares".